# Gentianales
Gentianales es un orden de plantas fanerógamas (Spermatophyta) de la subclase Asteridae en la clase Dicotyledoneae ( Magnoliopsida). Bajo la antigua Sistemática Cronquist, las familias Saccifoliaceae y Asclepiadaceae estaban también incluidas en ella. La familia Rubiaceae estaba incluida en un orden aparte, y la Familia Gelsemiaceae dentro de Loganiaceae.

## Características
Los miembros de las gentianales tienen hojas simples opuestas o en espiral. Las hojas suelen ir acompañadas de estípulas, que a veces se reducen a una cresta en el tallo entre los tallos de las hojas adyacentes. Algunos miembros secretan mucílago de pelos glandulares gruesos en la base del tallo de la hoja o en las estípulas adyacentes, y muchos producen compuestos iridoides, glucósidos cardiotónicos o alcaloides indol para disuadir a los herbívoros.
Las flores suelen ser vistosas y similares en tamaño y forma, y los pétalos suelen estar unidos. En la yema, los pétalos se superponen regularmente en forma imbricada o convoluta o bien se valvan. Los carpelos generalmente se unen para formar un ovario compuesto; los óvulos poseen un tegumento (etapa temprana de la cubierta de la semilla); y el nucellus (el tejido nutritivo debajo del tegumento) es de una capa.
Los frutos son variados, generalmente con numerosas semillas, y el ovario generalmente se encuentra en una posición superior dentro de la flor, a excepción de los ovarios mayoritariamente inferiores de Rubiaceae. La mayoría de las especies son nativas de los trópicos o regiones templadas cálidas, aunque Gentianaceae y Rubiaceae están bien representadas en la zona templada norte. Los árboles, arbustos y enredaderas son característicos de este orden, más que las hierbas anuales o perennes.

## Etimología
El nombre proviene de la familia Gentianaceae, que a su vez se basa en el nombre del género tipo, Gentiana. El nombre del género es un homenaje a Gentius, (Gencio) un rey ilirio.

## Ecología
Se pueden encontrar varios hábitos ecológicos especializados en las gentianales p. ej. epífitas, saprófitas sin clorofila y codependencia de polinizadores o simbiontes y plantas. Los saprófitos han evolucionado varias veces en este orden y, a menudo, tienen semillas muy reducidas y rasgos embriológicos altamente especializados. Gelsemiaceae y Gentianaceae viven en simbiosis con hongos (micorrizas). Las simbiosis con hormigas se encuentran, por ejemplo, en Dischidia (que vive en sus hojas, familia Apocynaceae) e Hydnophytum y Myrmecodia (que viven en sus tallos, familia Rubiaceae). La planta de la leche venenosa (Asclepias) es la planta hospedante de las larvas de las mariposas monarca (Danaus plexippus), que acumulan los glucósidos cardíacos de la planta en sus cuerpos como protección contra los depredadores. Muchas flores exhiben rasgos morfológicos especializados para un polinizador en particular, como colibríes, murciélagos, polillas de halcón o moscas. Las frutas carnosas dispersas por animales (bayas, etc.) son comunes y han evolucionado de manera independiente muchas veces a partir de frutas secas.

## Distribución geográfica
Las especies de este orden se encuentran en climas húmedos de todo el mundo. Son más comunes en las regiones tropicales.

## Usos
Las plantas del orden Gentianales son diversas y han sido utilizadas de diversas maneras por los seres humanos a lo largo de la historia. Han contribuido significativamente a la vida humana en términos de medicina, alimentación, cultura e industria. Sus diversos usos resaltan su importancia en diversos ámbitos, desde la medicina tradicional y las artes culinarias hasta la jardinería ornamental y la agricultura comercial.
Muchas plantas dentro de Gentianales son conocidas por sus propiedades medicinales. Por ejemplo:
- Familia Gentianaceae: La genciana (Gentiana spp.) es famosa por sus propiedades amargas y ha sido utilizada tradicionalmente para estimular el apetito, ayudar en la digestión y tratar trastornos gastrointestinales.

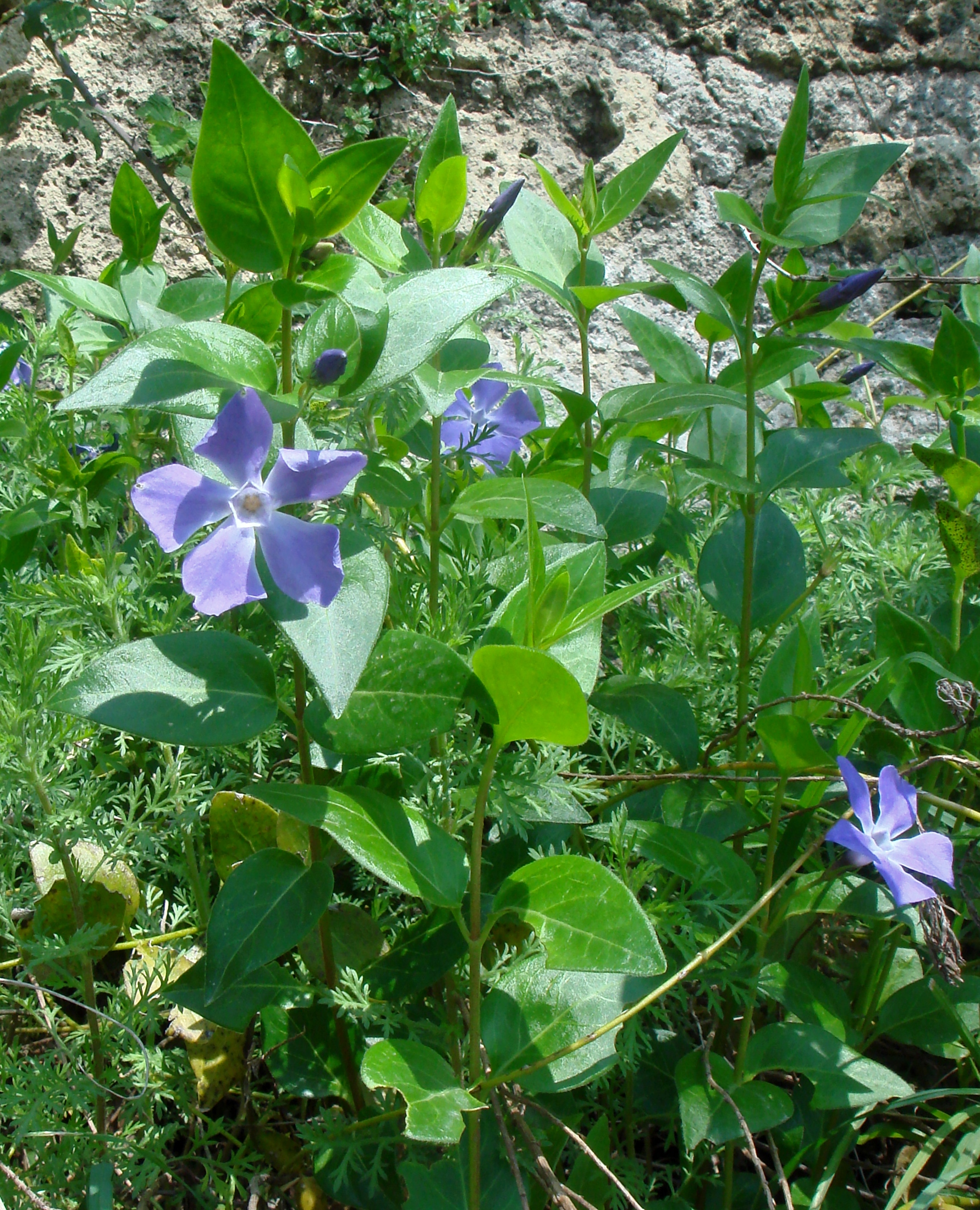
Flores y pimpollos de Vinca major creciendo al borde de un camino, cercano al Palazzo Farnese, Caprarola, Italia.

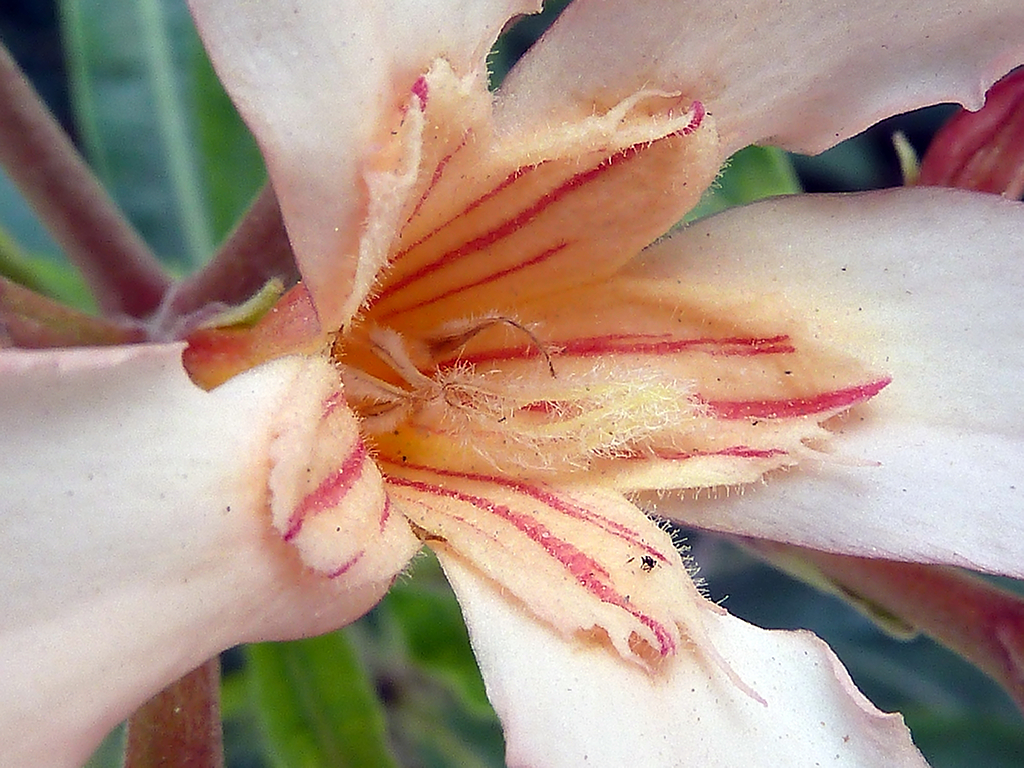
Detalle de la corola y de los órganos reproductores de Nerium oleander, la adelfa.

- Familia Apocynaceae: Plantas como la vinca (Vinca spp.) contienen alcaloides utilizados en la medicina tradicional para condiciones como la diabetes, la hipertensión y como estimulante cardíaco.
- Familia Rubiaceae: La quina (Cinchona spp.) es conocida por su corteza que contiene quinina, utilizada históricamente para tratar la malaria y otras fiebres.

Algunas plantas de Gentianales se utilizan en tradiciones culinarias:

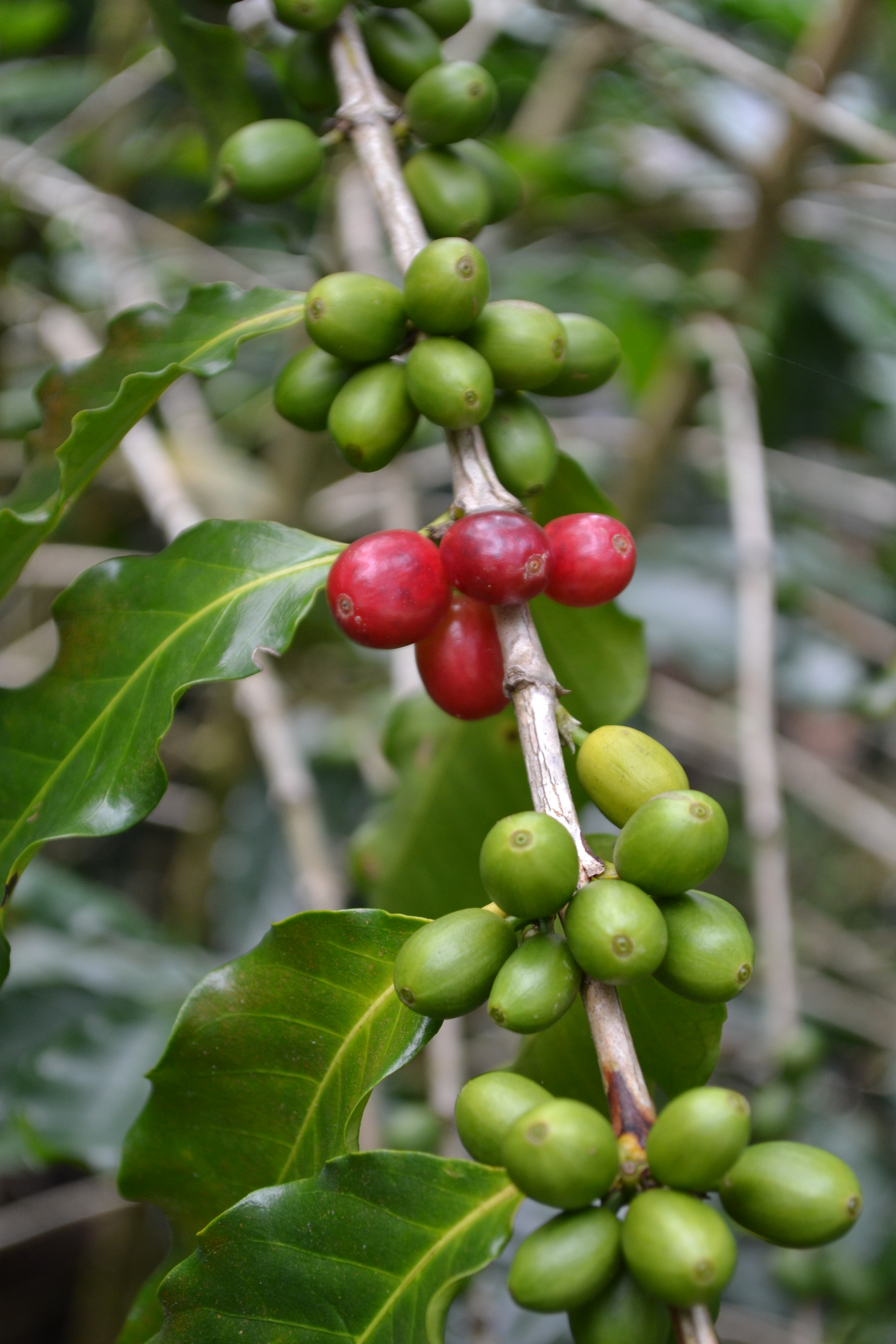
Planta de cafeto mostrando sus frutos.

- Familia Rubiaceae: El café (Coffea spp.) es una de las bebidas más significativas a nivel global, obtenida a partir de las semillas de plantas de Coffea.[8]

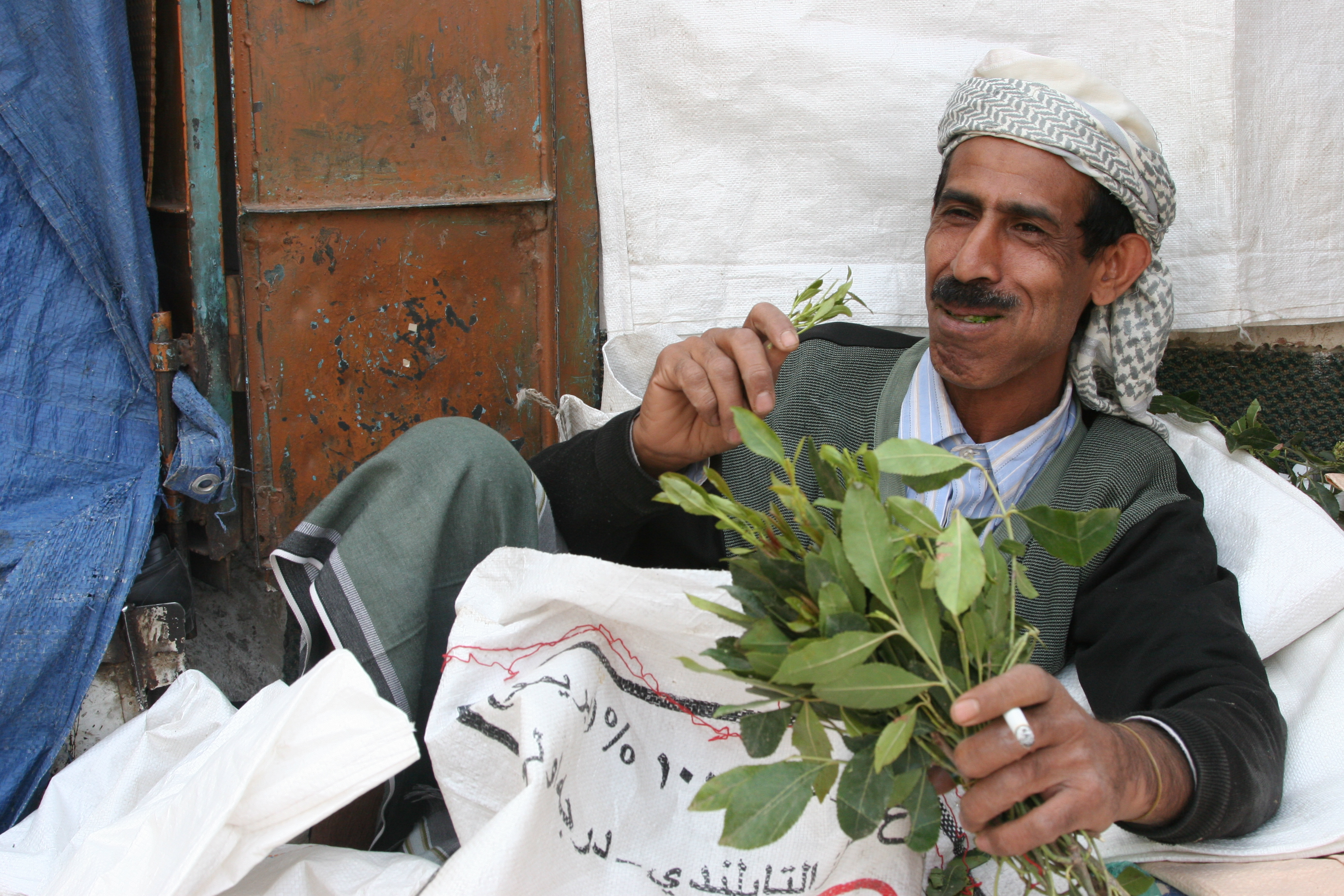
Un hombre consumiendo qat en Sana'a, Yemen, enero de 2009.

- Familia Rubiaceae: Las hojas de la planta de khat (Catha edulis) se mastican por sus efectos estimulantes en ciertas culturas.

Muchas especies de Gentianales son apreciadas por sus cualidades ornamentales u hortícolas, contribuyendo a jardines y paisajes en todo el mundo:
- Familia Apocynaceae: Plantas como el laurel de jardín (Nerium oleander) se cultivan por sus atractivas flores.
- Familia Rubiaceae: El jazmín del Cabo (Gardenia spp.) es conocido por sus flores fragantes y es popular en jardinería y también para flores cortadas.

Las plantas de Gentianales a menudo tienen un valor cultural y simbólico:
- Familia Gentianaceae: Las flores de la genciana se han utilizado en diversas culturas como símbolos de resistencia, pureza y fidelidad.
- Familia Apocynaceae: Plantas como la vinca tienen significados simbólicos en el folclore y en contextos religiosos.

Más allá de los usos tradicionales, algunas plantas de Gentianales tienen aplicaciones industriales:
- Familia Rubiaceae: La corteza de quina sigue siendo una fuente importante de quinina para fines farmacéuticos y para bebidas refrescantes.
- Familia Rubiaceae: El café es una mercancía global importante con gran impacto tanto en las economías como en las culturas en todo el mundo.

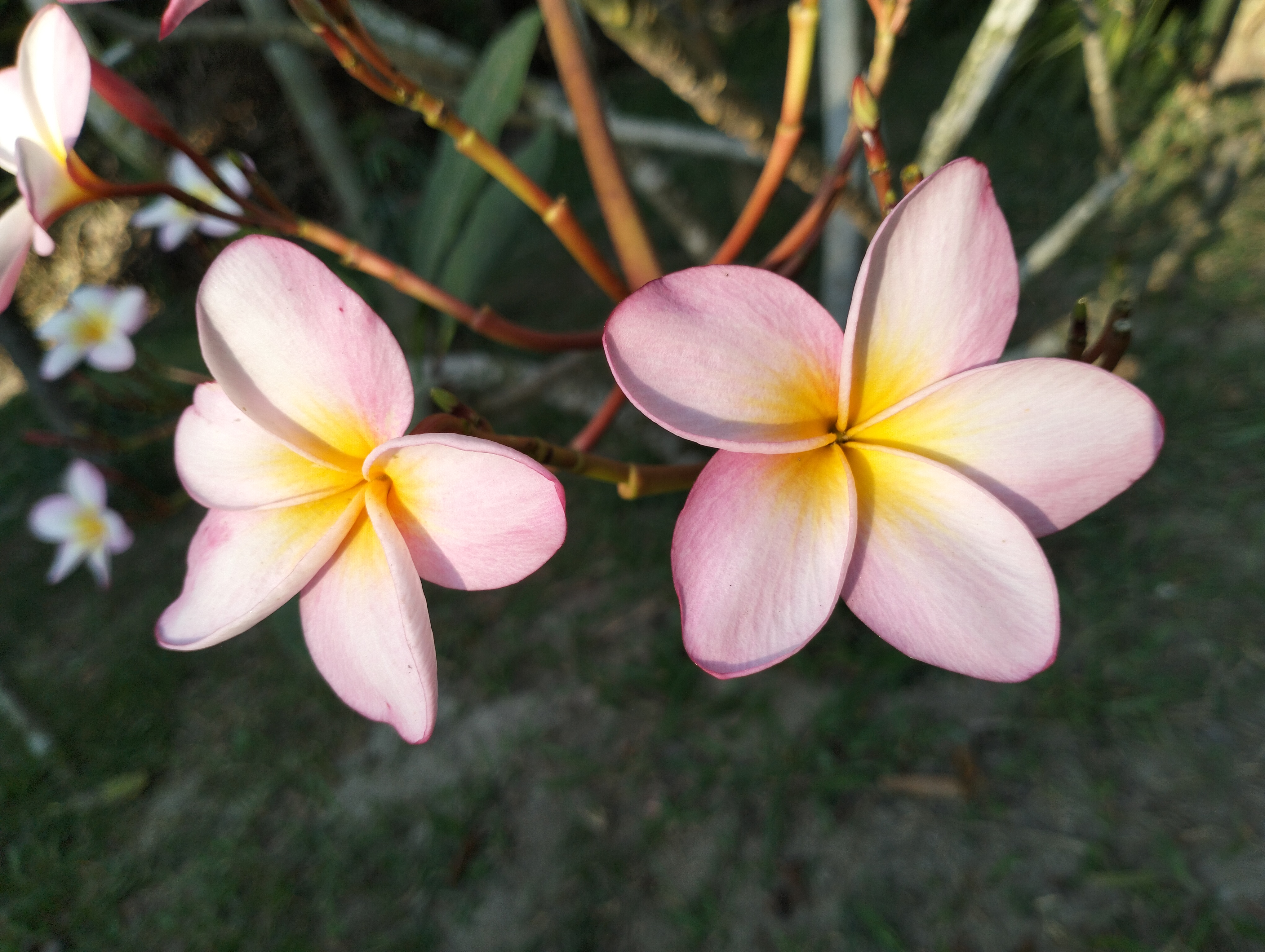
Flor de Plumeria rubra.

Los miembros más conocidos de Gentianales son café, frangipani, gardenia, genciana, adelfa y vinca.

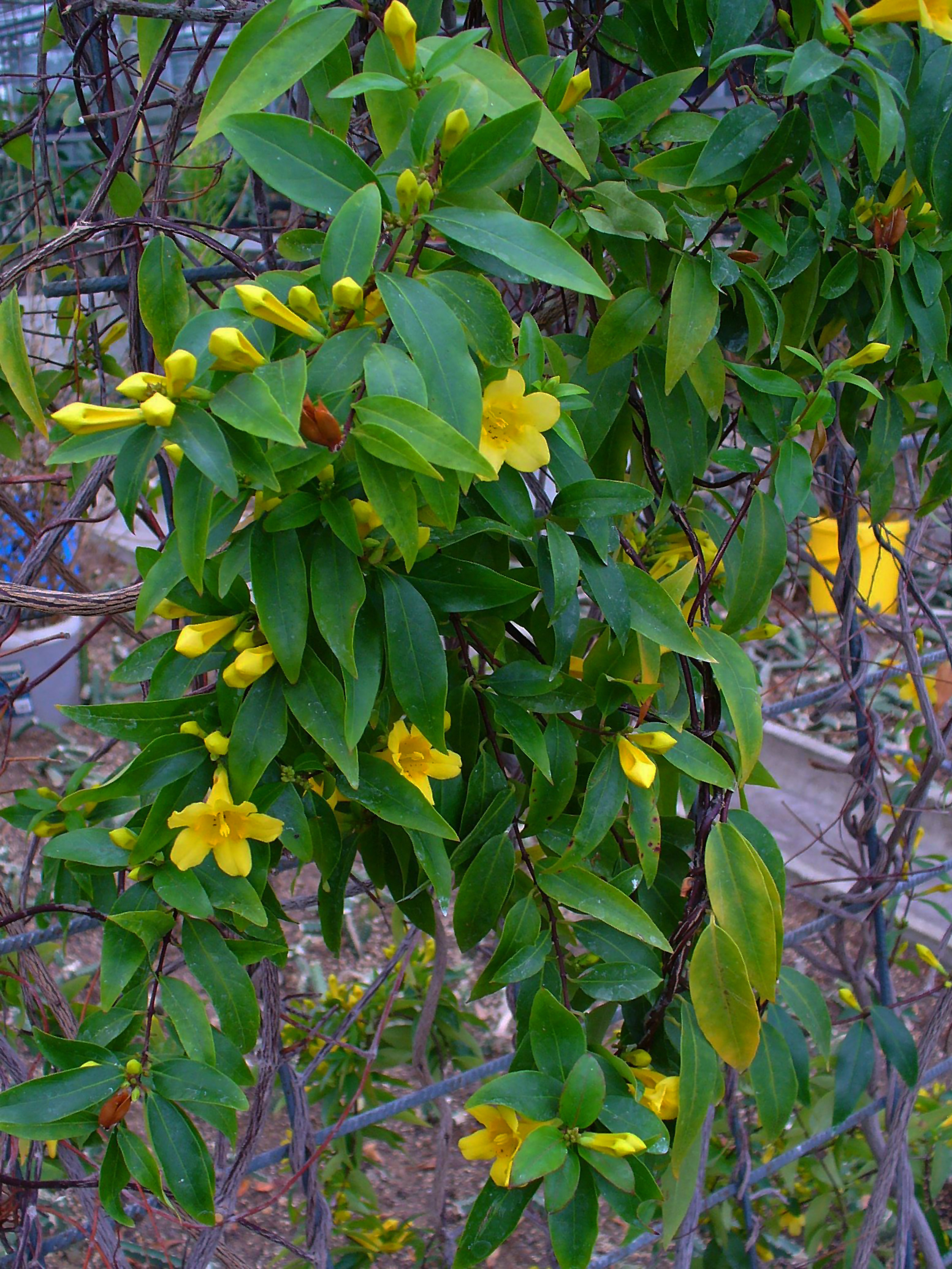
Gelsemium sempervirens, el gelselmio.

Algunas especies de Gentianales se han utilizado en la medicina tradicional en los países rurales del sudeste asiático. Gelsemium sempervirens se ha utilizado en la medicina china en afecciones como ansiedad, migrañas/dolores de cabeza y neuralgia. Gelsemium elegans se ha utilizado en el dolor de artritis reumatoide, dolor neuropático, úlceras cutáneas e incluso cánceres.
Varias especies de Cinchona son fuentes de quinina, que fue uno de los primeros remedios eficaces contra la malaria.
Las plantas del género Gelsemium se han utilizado en la medicina tradicional para el tratamiento de migrañas, neuralgias, ciática, cáncer y varios tipos de llagas. Los estudios sobre la composición fitoquímica de este género han demostrado que todas las especies son fuentes ricas en alcaloides del tipo indol monoterpenos lo que ha atraído la atención de muchos investigadores debido a su arquitectura marcadamente diversa y compleja. A principios del siglo XXI, se han aislado e identificado un total de 121 alcaloides del género. Los extractos brutos, así como los compuestos monoméricos del género poseen actividades farmacológicas antitumorales, analgésicas, ansiolíticas, antiinflamatorias e inmunomoduladoras.
Algunas especies, como gardenias, adelfas, vinca, etc., también se cultivan con fines ornamentales.

## Taxonomía
En el sistema de clasificación de Rolf Dahlgren, las Gentianales estaban en el superorden Gentianiflorae (también llamado Gentiananae). Según el Sistema de clasificación APG III se incluyen las siguientes familias:
- Apocynaceae - Género tipo: Apocynum, 424 géneros
- Gelsemiaceae - Género tipo: Gelsemium, 2 géneros
- Gentianaceae- Género tipo: Gentiana, 87 géneros
- Loganiaceae - Género tipo: Logania, 13 géneros
- Rubiaceae  - Género tipo: Rubia; un ejemplo conocido importante dentro de la familia: el café, 611 géneros

## Filogenia
El siguiente árbol filogenético se basa en estudios filogenéticos moleculares de secuencias de ADN.
|  | Loganiaceae                                                  |
|  |                                                              |
|  | \| \| Apocynaceae \| \| \| \| \| \| Gelsemiaceae \| \| \| \| |
|  |                                                              |
|  | Apocynaceae                                                  |
|  |                                                              |
|  | Gelsemiaceae                                                 |
|  |                                                              |

|  | Apocynaceae  |
|  |              |
|  | Gelsemiaceae |
|  |              |

|  | Loganiaceae                                                  |
|  |                                                              |
|  | \| \| Apocynaceae \| \| \| \| \| \| Gelsemiaceae \| \| \| \| |
|  |                                                              |
|  | Apocynaceae                                                  |
|  |                                                              |
|  | Gelsemiaceae                                                 |
|  |                                                              |

|  | Apocynaceae  |
|  |              |
|  | Gelsemiaceae |
|  |              |

|  | Loganiaceae                                                  |
|  |                                                              |
|  | \| \| Apocynaceae \| \| \| \| \| \| Gelsemiaceae \| \| \| \| |
|  |                                                              |
|  | Apocynaceae                                                  |
|  |                                                              |
|  | Gelsemiaceae                                                 |
|  |                                                              |

|  | Apocynaceae  |
|  |              |
|  | Gelsemiaceae |
|  |              |

|  | Loganiaceae                                                  |
|  |                                                              |
|  | \| \| Apocynaceae \| \| \| \| \| \| Gelsemiaceae \| \| \| \| |
|  |                                                              |
|  | Apocynaceae                                                  |
|  |                                                              |
|  | Gelsemiaceae                                                 |
|  |                                                              |

|  | Apocynaceae  |
|  |              |
|  | Gelsemiaceae |
|  |              |

## Edad
Según cálculos realizados con el reloj molecular, el linaje que dio origen a las Gentianales se habría separado del resto de plantas o bien hace unos 108 millones de años o hace 81 millones de años.

## Sinonimias
A lo largo de los años varios órdenes han recibido distintos nombres y hay varios que se consideran sinónimos.